# Anelosimus inhandava
Anelosimus inhandava är en spindelart som beskrevs av Ingi Agnarsson 2005. Anelosimus inhandava ingår i släktet Anelosimus och familjen klotspindlar. Inga underarter finns listade i Catalogue of Life.